# Museu do Dentista
O IMOSP- Instituto Museu e Biblioteca de Odontologia de São Paulo - Dr. Elias Rosenthal, mais conhecido como Museu do Dentista, é um museu fundado em 1986 por Elias Rosenthal. Está localizado no bairro de Santana, zona norte da cidade de São Paulo na extensa rua Voluntários da Pátria, uma das principais do bairro. Fica no primeiro andar do prédio da APCD - Associação Paulista de Cirugiões Dentistas.

## História
No ano de 1956, a Associação Paulista dos Cirurgiões Dentistas (APCD) fundou o Museu Odontológico, entretanto condições adversas impediram sua evolução. Porém, foi em 1986 que o Dr. Elias Rosenthal, idealizador e criador do projeto, concretizou o tão desejado sonho (que surgiu em uma visita ao Museum em Monique, Alemanha), com a criação do Museu Odontológico de São Paulo. O museu, que possui 250m² de área, é um centro de estudos de pesquisa e difusão cultural. Em 1988, foi batizado com seu nome atual sendo uma entidade sem fins lucrativos, de acordo com aprovação da Secretaria Geral do Ministério da Educação e Cultura.
Graças ao empenho de toda a equipe do IMOSP, sob a direção do Dr. Arlindo Marques, o museu foi totalmente remodelado e re-inaugurado em setembro de 2002, e suas novas instalações estão atualmente no primeiro andar do prédio da APCD Central.
| “ | A palavra museu tem origem na mitologia grega. As “musas” eram divindades protetoras das artes e do conhecimento. A definição de museu é como sendo um local para preservar, estudar e expor exemplares e objetos da natureza ou feitos pelo homem. Museu de Odontologia pode ser considerado como a própria História da Odontologia, apresentada com arte na multiplicidade de seus aspectos científicos, artísticos, folclóricos, culturais e técnicos. Estas apresentações devem ser renovadas ciclicamente. | ” |

O museu é inegavelmente um marco importante na Odontologia brasileira pois preserva a história da Odontologia no Brasil, considerado o maior e mais rico dos museus brasileiros e um dos melhores da América no assunto. Possui um grande acervo, uma biblioteca e uma videoteca.
O museu é inegavelmente um marco importante na Odontologia Brasileira e certamente todos aqueles que o conhecerem irão se surpreender ao verem a riqueza do acervo, a excelente disposição dos consultórios dos tempos mais remotos até os atuais, com todos os detalhes que compõem os mesmos, e tantos outros itens.

## Elias Rosenthal
Nascido em São Paulo, em 22 de Setembro de 1922, Elias Rosenthal cursou a faculdade de Farmácia e Odontologia da Universidade de São Paulo, concluindo-a em 1956 e começando a exercer a sua profissão de cirurgião dentista. No seu consultório, recebeu muitos jovens recém-formados que estavam ali para estagiar e aprender ainda mais. Desde mais novo, Elias era apaixonado pela história dos povos antigos, o que levou a visitar vários museus no Brasil e o no exterior, enriquecendo assim sua visão de mundo.
Em 1986, ao visitar Deutsches Museum em Munique na Alemanha foi um ponto marcante para a decisão de criar um Museu de Odontologia em São Paulo. No mesmo ano, foi eleito como Presidente da Associação Paulista de Cirurgiões Dentistas e colocou na sua plataforma a realização do Museu de Odontologia de São Paulo (MOSP).
Falecido em 19 de Janeiro de 2001, em São Paulo, é autor de diversos artigos nos meios de comunicação da classe e dos livros. A edição  da obra "Odontologia no Brasil no século XX" publicada em agosto de 2001, realizou um desejo de ajudar para o futuro da profissão, através do conhecimento do seu passado e do seu processo evolucionário. No ultimo mês de 2005 foi lançada mais uma obra: " Evolução da Endodontia"

### Acervo
O espaço de 250m² preserva a história da odontologia no Brasil. Sendo um centro de pesquisas, estudos e difusão cultural.O acervo possui cerca de mais de 16.000 itens, tendo aproximadamente, cinco mil cento e cinquenta e duas peças em exposição, cinco mil e setenta e quatro livros e cinco mil quatrocentas e uma revistas. Onde os visitantes podem conferir diversos aparelhos, fotos, livros, revistas e instrumentos antigos do século I e séculos XIV, XV e XVIII. Há um grande detalhamento dos aparelhos, materiais e medicamentos nos consultórios de cada época, abordando também a criação dos cursos no mundo, há 165 anos atrás. O museu é considerado o maior e mais rico dos museus brasileiros e um dos melhores da América, também denominado o mais fino museu do mundo, elogiado pelos estrangeiros que o visitam.